# Bor-et-Bar
Bor-et-Bar (okzitanisch Vòrs e Bar) ist eine französische Gemeinde mit 198 Einwohnern (Stand 1. Januar 2022) im Département Aveyron in der Region Okzitanien (zuvor Midi-Pyrénées). Sie gehört zum Arrondissement Villefranche-de-Rouergue und zum Kanton Aveyron et Tarn. Die Einwohner werden Barois und Baroises genannt.

## Geographie
Die Gemeinde liegt rund 43 Kilometer südwestlich von Rodez. An der südlichen Gemeindegrenze verläuft der Fluss Viaur, der hier auch die Grenze zum benachbarten Département Tarn bildet.
Nachbargemeinden von Bor-et-Bar sind:
- La Fouillade im Norden,
- Lunac im Nordosten,
- Lescure-Jaoul im Osten,
- Jouqueviel im Südosten (Dép. Tarn),
- Montirat im Süden (Dép. Tarn) und
- Saint-André-de-Najac im Westen.

## Bevölkerungsentwicklung
| Jahr      | 1962 | 1968 | 1975 | 1982 | 1990 | 2016 |
| Einwohner | 203  | 194  | 189  | 182  | 190  | 191  |

## Sehenswürdigkeiten
- Burgruine Bar
- Kirche Saint-Pierre-et-Saint-Paul

## Persönlichkeiten
- Lardit de Bar, Seneschall des Rouergue im 15. Jahrhundert